# Општина Бутуруђени (Ђурђу)
Бутуруђени (рум. Buturugeni) општина је у Румунији у округу Ђурђу.
Oпштина се налази на надморској висини од 93 m.